# Lijst van burgemeesters van Snellegem
Snellegem was een zelfstandige gemeente van 1800 tot 1977. De opeenvolgende burgemeesters waren:
- 1924-1928: Bénédict Gillès de Pélichy (1885-1928)
- 1929-1947: Adrienne le Bailly de Tilleghem (1883-1956)
- 1947-1975: Baudouin Gillès de Pélichy (1915-1997)
- 1975-1976: Eric Gheeraert, huisarts, burgemeester van Jabbeke